# Pseudodynerus maxillaris
Pseudodynerus maxillaris är en stekelart som först beskrevs av Henri Saussure 1875.  Pseudodynerus maxillaris ingår i släktet Pseudodynerus och familjen Eumenidae. Utöver nominatformen finns också underarten P. m. garleppi.